# Anne-Sophie Pic

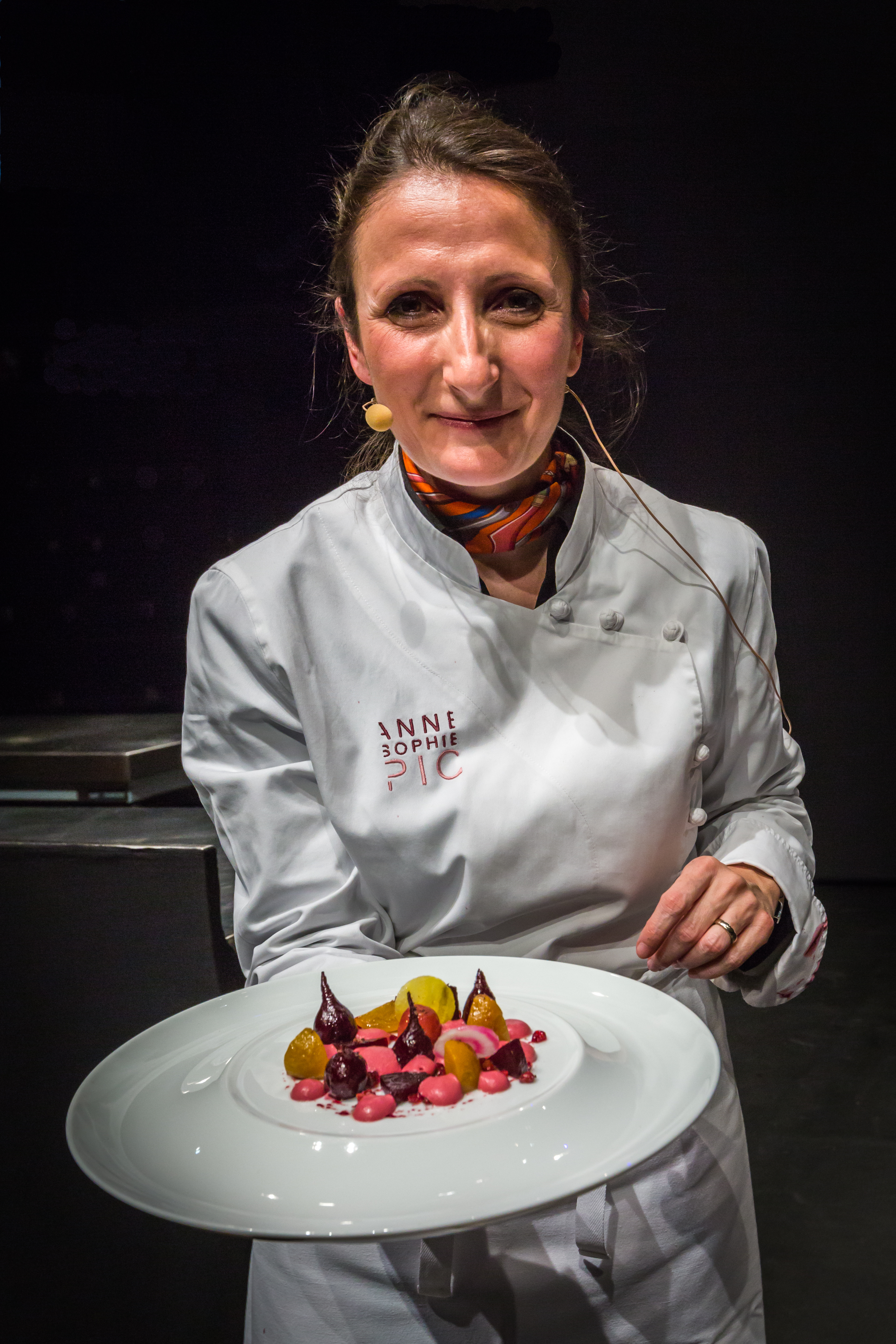
Anne-Sophie Pic (2014)

Anne-Sophie Pic (* 12. Juli 1969 in Valence, Département Drôme) ist eine französische Köchin und war 2007 die erste Köchin des Jahres in Frankreich.

## Familie und Geschichte des Restaurants

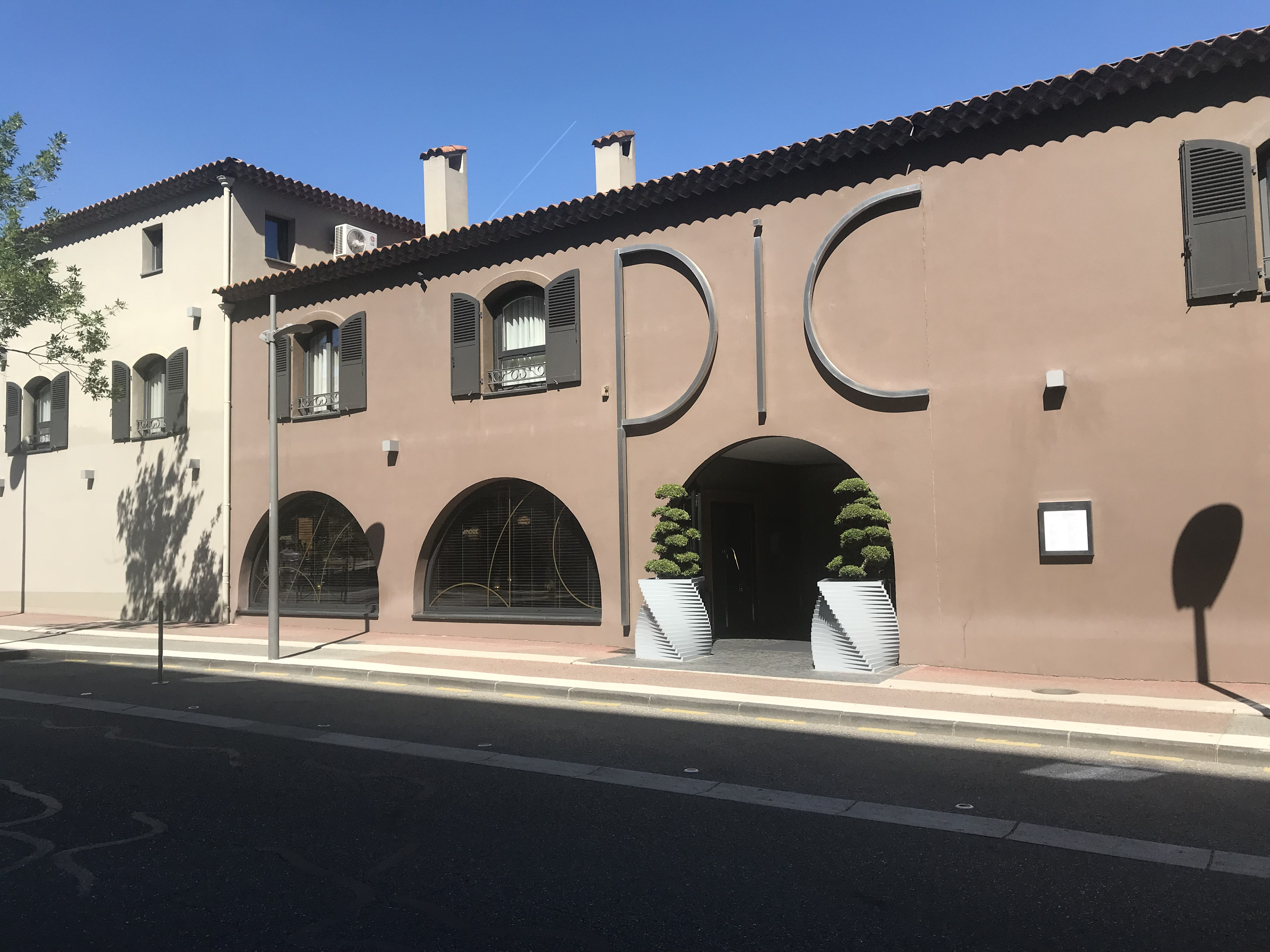
Maison Pic, Valence

Anne-Sophie Pics Urgroßmutter Sophie Pic gründete im Jahre 1891 das Restaurant L’Auberge du Pin im Département Ardèche. Ihr Sohn Alain Pic (1893–1984) übernahm 1929 das Restaurant. 1934 und 1939 wurde das Restaurant mit drei Michelinsternen ausgezeichnet. 1936 zog er nach Valence um und nannte das Restaurant Maison Pic.
1956 übernahm sein Sohn Jacques Pic (1932–1992) das Familienunternehmen. 1973 wurde das Restaurant erneut mit drei Michelinsternen ausgezeichnet. Sein Sohn Alain Pic (* 1976) lernte ebenfalls Koch.

## Werdegang
Anne-Sophie Pic hätte zunächst eine Hotellerieschule in Lausanne besuchen sollen, entschied sich jedoch für ein Studium von Betriebswirtschaft und Management am ISG in Paris und New York. Nach ihrem Abschluss 1992 begann sie als Projektmanagerin bei Moët & Chandon und Cartier.
Dann wollte sie Köchin werden und begann eine Lehre bei ihrem Bruder. 1992 starb ihr Vater plötzlich mit 59 Jahren an einem Aorta-Riss. Ihr Bruder Alain Pic führte das Maison Pic weiter, 1995 wurde das Restaurant auf zwei Sterne herabgestuft.
1997 übernahm sie das Restaurant Maison Pic, das 2007 erneut mit drei Michelinsternen ausgezeichnet wurde. Sie ist erst die vierte Französin, deren Restaurant diesen Rang erzielte, nach Eugénie Brazier (1933), Marie Bourgeois (1933) und Marguerite Bise (1951).
1998 öffnete ihr Bruder zusammen mit seiner Ehefrau Marie-Hélène sein eigenes Restaurant Les Mésanges bei Grenoble; 2012 wurde das Restaurant geschlossen.

## Privates
1993 heiratete Anne-Sophie David Sinapian, der Geschäftsführer des Familienbetriebes wurde, so dass sie sich von nun an ganz der Kochkunst widmen konnte. Sie hatten einander während ihres Studiums kennengelernt und kommen beide aus Valence; seit 2014 ist Sinapian Präsident der Les Grandes Tables du Monde. 2005 wurde ihr Sohn Nathan geboren.

## Auszeichnungen
- 2007: Drei Michelinsterne für das Maison Pic
- 2008: Ritter (Chevalier) des Ordre national du Mérite.[5]
- 2009: Eckart Witzigmann Preis für große Kochkunst.[6]
- 2011: Ritter (Chevalier) der Ehrenlegion.[7]
- 2017: Offizier (Officier) des Ordre des Arts et des Lettres.[8]
- 2017: Ritter (Chevalier) des Ordre du Mérite agricole.[9]

## Spezialitäten von Anne-Sophie Pic

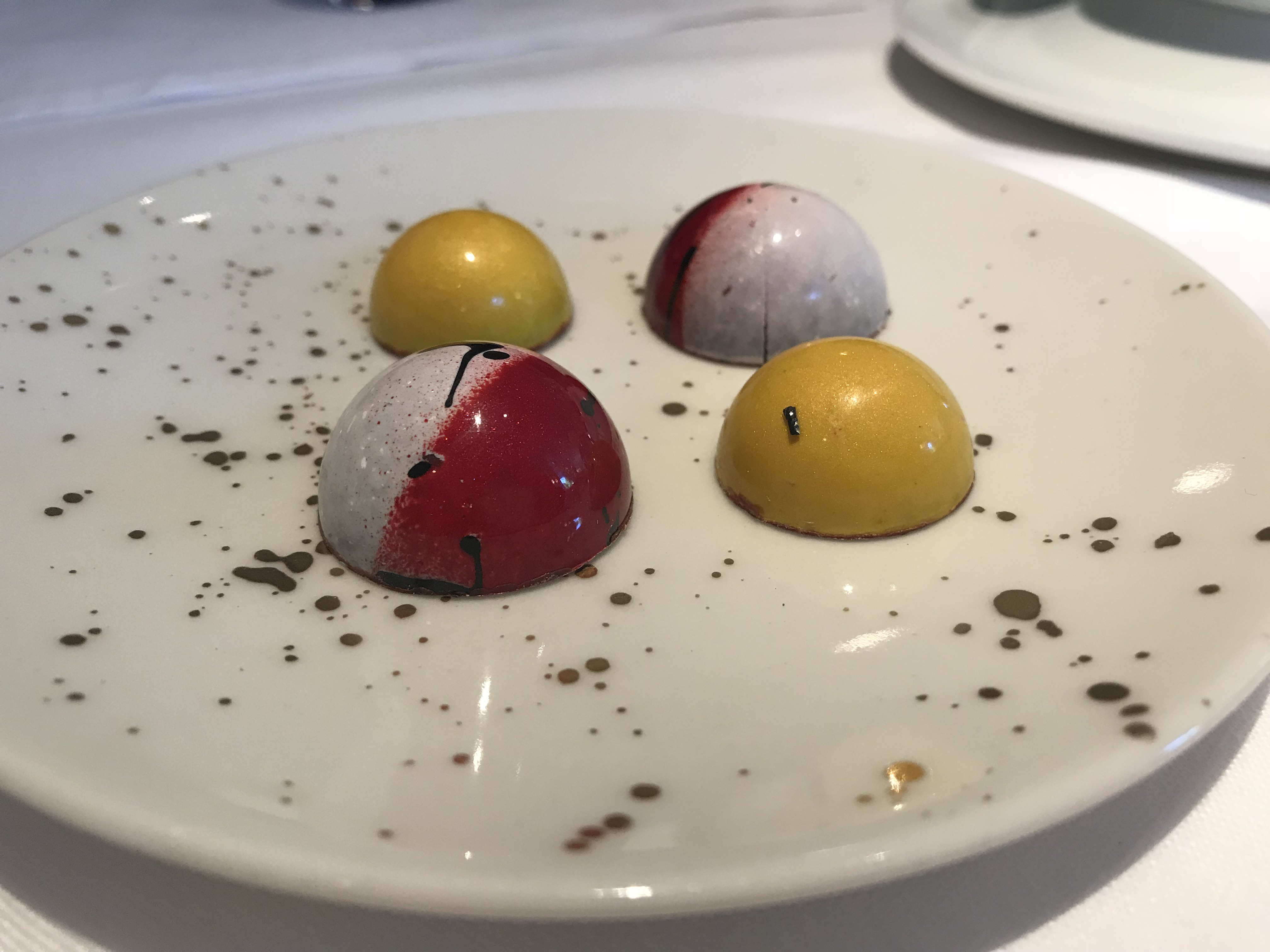
Schokoladendesserts von Anne-Sophie Pic, 2018

- Transparence de thon mariné aux épices douces en gelée de tomates et sorbet à la roquette (Mit süßen Kräutern marinierte Thunfischfilets in Tomatengelée und Rucolasorbet)
- Coquille Saint-Jacques de Granville (Jakobsmuscheln Granville)
- Fenouil fondant piqué aux zestes d’orange et agrumes safranés (Fenchelfondant gespickt mit Orangenschalen und mit Safran gewürzte Zitrusfrüchte)
- Pigeon de la Drôme en croûte de noix, salsifis de gingembre et navets confits au caramel (Taube aus Drôme in Nusskruste, Ingwerwurzeln und in Karamell eingelegte Mairüben)
- Thon cru au foie gras avec une gaufrette au sésame et sorbet à la moutarde de Chine (Roher Thunfisch auf Gänseleber mit Sesamwaffeln und Chinasenfsorbet)

## Publikationen (Auswahl)
- L’artichaut – Dix façons de le préparer. Les Éditions de l’Épure, Paris 2002, ISBN 2-914480-09-1.
- Scook – Recettes pour recevoir. Édition Hachette Pratique, Paris / Vanves 2008, ISBN 978-2-01-237598-7. Auszeichnung mit dem Gourmand World Cookbook Award 2008.
- Scook 2 – Recettes pour tous les jours. Édition Hachette Pratique, Paris / Vanves 2009, ISBN 978-2-01-237795-0.
- Scook 3 – Recettes pour les enfants. Édition Hachette Pratique, Paris / Vanves 2010, ISBN 978-2-01-238129-2.
- Scook 4 – Recettes classiques pour tous. Édition Hachette Pratique, Paris / Vanves 2010, ISBN 978-2-01-230210-5.
- Le livre blanc d’Anne-Sophie Pic. Édition Hachette Pratique, Paris / Vanves 2012, ISBN 978-2-01-238401-9.
- Best of Anne-Sophie Pic. Édition Alain Ducasse, Paris 2013, ISBN 978-2-84123-611-4, (französisch).

## Filme
- Augenschmaus – Pierre Bonnard, Mittagessen unter der Lampe. (OT: De l’art et du cochon. Bonnard et le repas des enfants.) Dokumentarfilm, Frankreich, 2016, 26:04 Min., Buch und Regie: Chantal Allès, Produktion: 2P2L, Production Dix, arte France, Reihe: Augenschmaus (OT: De l’art et du cochon), Erstsendung: 2. Juni 2019 bei arte, Inhaltsangabe von ARD. Anne-Sophie Pic kocht für ihren Sohn Nathan und dessen Freunde.
- Mein Leben – Anne-Sophie Pic. Dokumentation, Deutschland, 2008, 43 Min., Buch und Regie: Victor Stauder und Catherine Colas, Produktion: Bitcom, ZDF, arte, Erstausstrahlung: 14. Dezember 2008, Inhaltsangabe von arte, (Memento vom 18. April 2013 im Webarchiv archive.today).